# Résolution 1502 du Conseil de sécurité des Nations unies
Membres permanents
- Chine
- États-Unis
- France
- Royaume-Uni
- Russie

Membres non permanents
- Allemagne
- Angola
- Bulgarie
- Chili
- Cameroun
- Espagne
- Guinée
- Mexique
- Pakistan
- Syrie

Résolution no 1501 Résolution no 1503
La résolution 1502 du Conseil de sécurité des Nations unies, adoptée à l'unanimité le 26 août 2003, après avoir rappelé les résolutions 1265 (1999), 1296 (2000) et 1460 (2003), condamne les violences envers des travailleurs humanitaires afin qu'elles ne restent pas impunies.
Le vote sur la résolution, proposé par le Mexique, a été retardé en raison de l’opposition des États-Unis concernant l’inclusion des termes relatifs à la Cour pénale internationale, que ce dernier ne reconnait pas. Les références à la cour ont été ultérieurement supprimées.